# أبو غادية
أبو غادية كان مناضلا ومهربا لتنظيم القاعدة في العراق ادعت وزارة الخزانة الأمريكية ان اسمه الحقيقي هو بدران تركي هيشان المزيدي وأنه ولد في الفترة ما بين 1977-1979 في الموصل. ومع ذلك، زعمت تقارير أخرى أن أبو غادية ولد في دمشق عام 1976 واسمه الحقيقي هو سليمان خالد درويش. تخرج من كلية طب الأسنان بجامعة دمشق في وقت ما خلال التسعينيات، حتى ذهب لاحقًا إلى أفغانستان وانضم إلى تنظيم القاعدة. شارك بشكل أساسي في الدعم اللوجستي لجهود تنظيم القاعدة في العراق وساعد في تهريب الأسلحة والأموال والمقاتلين عبر الحدود السورية العراقية. زعمت الولايات المتحدة أنه تم استهدافه وقتل في غارة عابرة للحدود نفذها الجيش الأمريكي وربما الحكومة السورية كذلك في 26 أكتوبر 2008. لكن الحكومة السورية احتجت على الغارة مدعية أنها قتلت ثمانية مدنيين. وذكر الصحفيون الذين وصلوا إلى موقع الهجوم مزاعم من قبل السكان المحليين قالوا إن ضحايا الغارة كانوا جميعهم من المدنيين الأبرياء.

## دوره في التمرد العراقي
وفقًا لوزارة الخزانة الأمريكية، عيّن أبو مصعب الزرقاوي أبو غادية القائد السوري الرئيسي للوجستيات تنظيم القاعدة في العراق في عام 2004. بعد مقتل الزرقاوي، تلقى أبو غادية أوامر من خليفة الزرقاوي أبو أيوب المصري، إما مباشرة أو عن طريق نائب. ويُزعم أن أبو غادية قدم جوازات سفر مزورة ومنازل آمنة وأسلحة وأموالاً للمسلحين على الجانب السوري من الحدود العراقية قبل أن يعبر المقاتلون إلى العراق.

## مقتله
وفقا لالولايات المتحدة، قُتل أبو غادية في غارة شنتها قوات العمليات الخاصة الأمريكية عام 2008 داخل الأراضي السورية. ومع ذلك، لم تُخرج الولايات المتحدة جثة أبو غادية أبدًا. وعلى النقيض من المزاعم الأمريكية، جاء في نعي تنظيم القاعدة في العراق للمقاتل والذي صدر في أغسطس 2006 أن أبو غادية قد مات على الحدود السعودية العراقية في وقت ما بعد الهجوم الأمريكي العراقي على الفلوجة في نوفمبر 2004.